# Достойный (сторожевой корабль)
«Достойный» — советский и российский сторожевой корабль проекта 1135.

## История строительства
11 августа 1969 года состоялась закладка корабля на судостроительном заводе «Залив» в Керчи.
5 февраля 1971 года корабль был официально включён в списки кораблей ВМФ СССР. 8 мая того же года состоялся спуск на воду.
31 декабря 1971 года корабль вступил в строй. 28 апреля 1972 года был включён в состав Северного флота.
30 июня 1993 года выведен из состава ВМФ, 1 октября того же года был расформирован.

## Командиры
- Первый командир - капитан 2-го ранга А. И. Фролов[1].